# Serjania yucatanensis
Serjania yucatanensis là một loài thực vật có hoa trong họ Bồ hòn. Loài này được Standl. miêu tả khoa học đầu tiên năm 1930.